# Schloss Neuhardenberg
Das Schloss Neuhardenberg steht in der gleichnamigen Gemeinde Neuhardenberg im Landkreis Märkisch-Oderland im Land Brandenburg. Seinen Ursprung hat die Anlage in der Mitte des 18. Jahrhunderts. Die erhaltenen Gebäude des Schlossensembles stehen unter Denkmalschutz.

## Geschichte

### 18. Jahrhundert bis Mitte des 20. Jahrhunderts

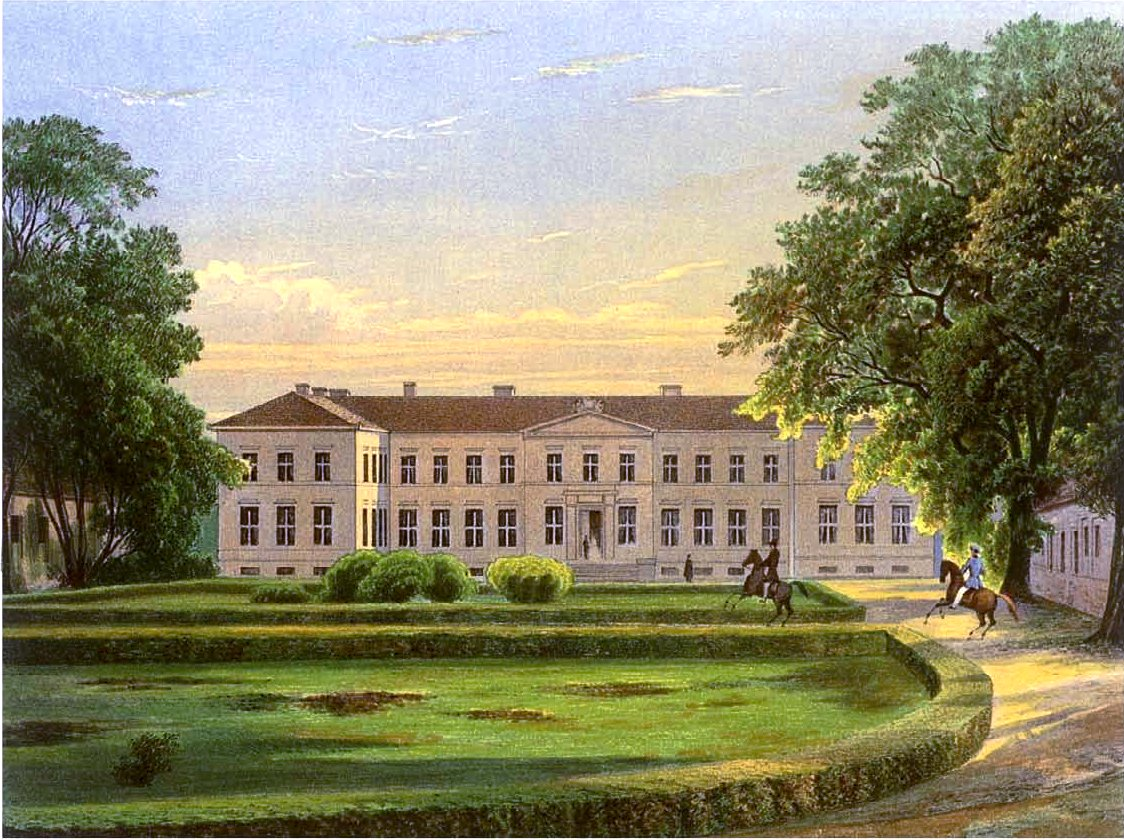
Schloss Neuhardenberg um 1857/58, Sammlung Alexander Duncker

Der Bau des Schlosses wird um das Jahr 1763 datiert, fast 20 Jahre vor dem Tod Friedrichs des Großen. Laut Theodor Fontane (in Wanderungen durch die Mark Brandenburg, Band 2) soll Friedrich der Große bemerkt haben, „Er baut ja ein Schloss! Er will ja hoch hinaus!“, woraufhin Joachim Bernhard von Prittwitz auf die Beletage verzichtet haben soll und es bei einer eingeschossigen Dreiflügelanlage mit hohem Mansarddach beließ. An der Innenausstattung war Carl Gotthard Langhans beteiligt. 1792 wurde im Park nach Entwürfen von Johann Wilhelm Meil (1733–1805) ein Denkmal für Friedrich den Großen errichtet.
Joachim Bernhard von Prittwitz, Rittmeister der Zietenschen Husaren und später preußischer General der Kavallerie, hatte den Herrensitz Quilitz, wie er damals hieß, am 18. April 1763 als Dank für die Rettung Friedrichs in der Schlacht bei Kunersdorf (1759) als königliche Dotation erhalten. Wenig später begannen die Schlossarbeiten. 1811 wurde Quilitz von Prittwitz’ Sohn wieder an die preußische Krone zurückverkauft.
Am 11. November 1814 gab König Friedrich Wilhelm III. von Preußen Ort und Schloss als königliche Dotation seinem im Juni desselben Jahres in den Fürstenstand erhobenen Staatskanzler Karl August Fürst von Hardenberg. In den Jahren 1820–1823 restaurierte Karl Friedrich Schinkel das Schlossgebäude und baute die ursprünglich barocke Anlage klassizistisch um; dabei kam ein zweites Stockwerk hinzu. Ort und Schloss erhielten den Namen Neu-Hardenberg.
Der Gutskomplex um Neuhardenberg entwickelte sich im 19. und 20. Jahrhundert zu einer konstanten Standesherrschaft mit umfangreichen Begüterungen.
Nach dem Attentat vom 20. Juli 1944 auf Adolf Hitler wurde der damalige Besitzer von Gut und Schloss Neuhardenberg, Carl-Hans Graf von Hardenberg, als Widerstandskämpfer gegen den Nationalsozialismus enteignet.

### 1945 bis 1990
Die 1945 nach Kriegsende gemäß der alliierten Verträge nach Volksabstimmung durchgeführte Bodenreform bestätigte noch einmal die Enteignung von Großgrundbesitzern.
Ab der DDR-Zeit, bis Mitte der 1970er Jahre diente das Schloss als Sitz einer kommunalen Oberschule, Ort und Bauensemble erhielten den Namen Marxwalde zu Ehren von Karl Marx. In den 1980er Jahren wurde die Schlossanlage aufwendig rekonstruiert und nicht öffentlich genutzt.

### Seit 1990
Die Deutsche Wiedervereinigung 1990 führte zur Rückbenennung in Schloss Neuhardenberg sowie 1996 zu einer Rückübertragung an die Familie von Hardenberg. Sie verlegte jedoch ihren Wohnsitz und die Güterverwaltung in die Komturei Lietzen und verkaufte das Neuhardenberger Schloss mit dem weitläufigen Park 1997 an den Deutschen Sparkassen- und Giroverband. Dieser gründete für den Betrieb des Schlosses sowie den Veranstaltungsbetrieb die hundertprozentige Tochtergesellschaft Stiftung Schloss Neuhardenberg. Nach ausgedehnten Renovierungsarbeiten wurde es am 8. Mai 2002 in Anwesenheit des Bundespräsidenten Johannes Rau offiziell wiedereröffnet.
Im Juni 2003 und Juli 2004 fanden zwei Klausurtagungen der rot-grünen Bundesregierung unter Bundeskanzler Gerhard Schröder in Neuhardenberg statt.

## Architektur
Das Schloss ist eine dreiflügelige zweietagige Gebäudeanlage im Barock-Stil. Bemerkenswert ist der Mittelrisalit mit einem Giebeldreieck und der Inschrift Gracia Regis (Dank dem Herrscher). Auf der Giebelspitze befindet sich eine Wappenkartusche.
Zu der gesamten Schlossanlage gehören die nach einem Großbrand 1801 neu errichteten Wirtschaftsgebäude am Schlossvorplatz und die Orangerie.

## Schlosspark

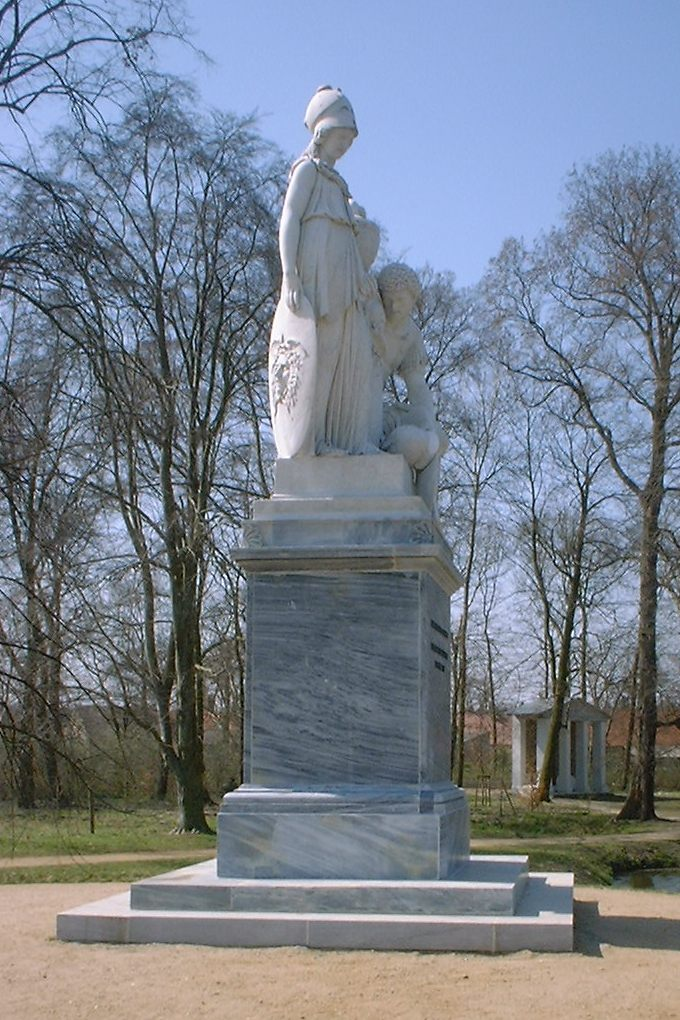
Denkmal für Friedrich II.

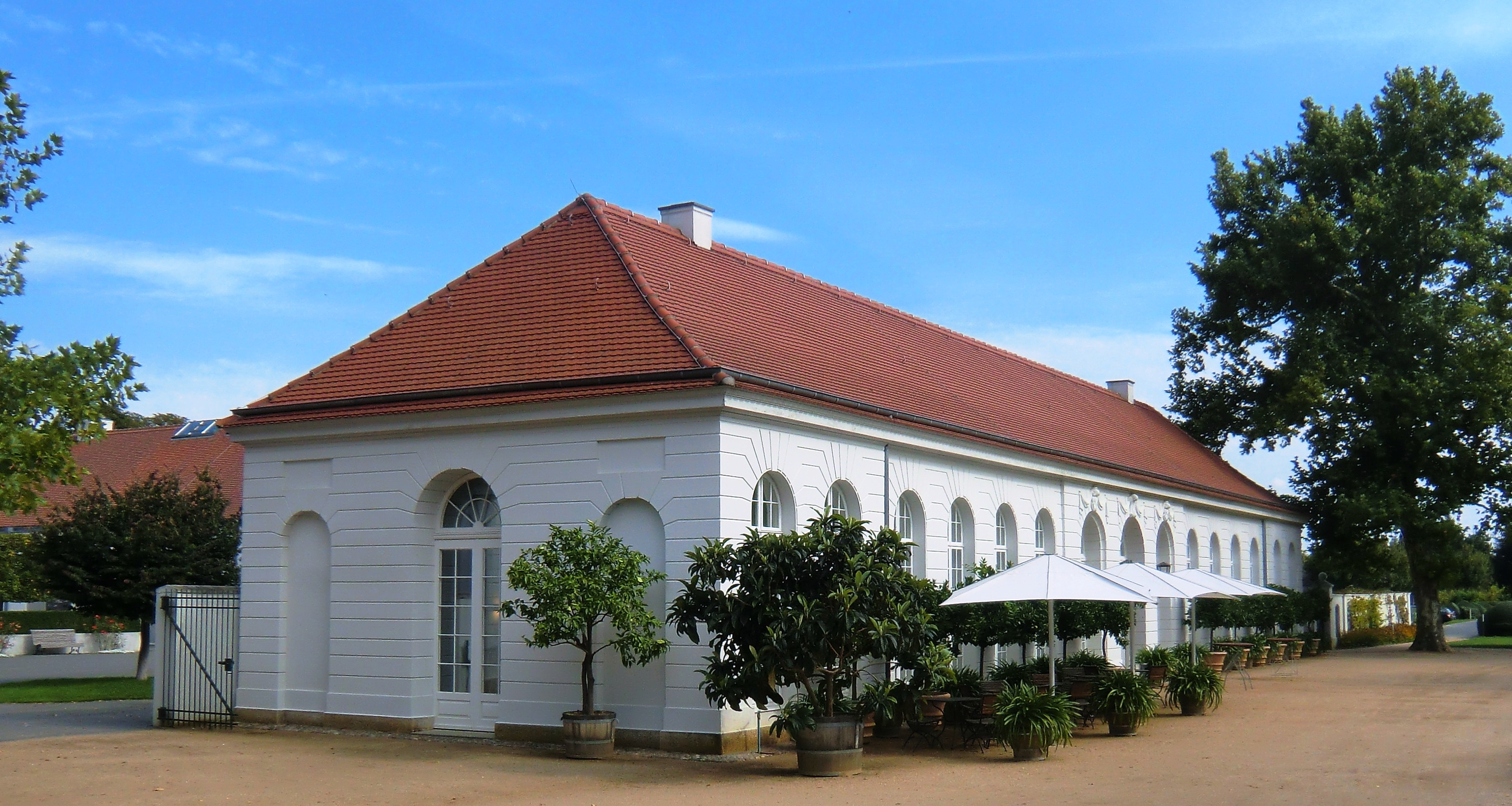
Orangerie des Schlosses Neuhardenberg, 2011

Die Schlossanlage ist in einen Landschaftsgarten eingebettet, der nach Plänen von Peter Joseph Lenné im Auftrag des Schlossbesitzers Hermann von Pückler-Muskau im Jahr 1821 angelegt worden ist. Hier wurde auch mit der Aufstellung der vom Künstler J. Meil entworfenen Figuren der Minerva und des Mars ein Denkmal für Friedrich II. errichtet.

## Weiteres in der Umgebung
Für die Entwicklung des Ortes erwies sich die nach Plänen von Karl Friedrich Schinkel 1814–1817 gebaute Dorfkirche als wichtig. Sie ist im klassizistischen Stil ausgeführt und ein massiver Westturm überragt das Kirchenschiff. Der Turm besitzt ein elliptisches Obergeschoss und ist mit einem Kegeldach abgeschlossen.
Vor der Ostseite des Kirchengebäudes steht das Mausoleum der Fürsten von Hardenberg. Es besitzt die Form einer dorischen Säulenhalle.
Im Sommer (während der Geltung der Sommerzeit) kann das Schloss sonntags besichtigt werden. In der Zeit von März bis November finden in der Ausstellungshalle im Kavaliershaus Ost, im Großen Saal, in der Schinkel-Kirche sowie im Park regelmäßig Ausstellungen, Theateraufführungen, Konzerte, Lesungen, Konferenzen sowie politische und wissenschaftliche Debatten zu Fragen der Zeit statt.
Teile der eigentlichen Schlossanlage dienen als Hotel und als Gästehaus der Bundesregierung.

## Finanzierung
Die Stiftung Schloss Neuhardenberg GmbH wurde im Jahr 2001 gegründet und ist eine hundertprozentige Tochter des Deutschen Sparkassen- und Giroverbandes (DSGV), der das Ensemble erworben und saniert und renoviert hat. Die Stiftung Schloss Neuhardenberg richtet im Schlossensemble ein breit aufgestelltes Mehrspartenprogramm aus und betreibt dort zudem ein Schlosshotel mit 54 Zimmern und Suiten. Geleitet wurde die Stiftung von 2001 bis Ende 2014 von Bernd Kauffmann. Seit Anfang des Jahres 2015 steht Heike Kramer als Geschäftsführerin und Generalbevollmächtigte an der Spitze der Einrichtung.
Die Stiftung organisiert seit 2001 Kulturveranstaltungen mit Theaterproduktionen, Musik, Lesungen, Debatten und Ausstellungen. Künstler und Intellektuelle aus dem In- und Ausland sind seitdem Gäste in Neuhardenberg. Große Theaterproduktionen entstanden zwischen 2002 und 2006 auf dem ehemaligen Militärflugplatz von Neuhardenberg und im Park von Schloss Neuhardenberg. Auf kulturhistorisch orientierte Ausstellungen folgte eine Umstellung auf den Schwerpunkt Fotografie. Orchesterworkshops, Open-Air-Konzerte und Konzerte in kleiner Besetzung mit klassischer Musik, Weltmusik und Jazz komplettieren das Programm ebenso wie Lesungen namhafter Schauspieler und Debatten zu aktuellen politischen, sozialen und wissenschaftlichen Themen.